# 蓬蒂维
蓬蒂维（法語：Pontivy，法語發音：[pɔ̃tivi]），法国西北部城市，布列塔尼大区莫尔比昂省的一个市镇，同时也是该省的一个副省会，下辖蓬蒂维区，其市镇面积为24.9平方公里，2022年1月1日时人口数量为14,547人，在法国城市中排名第659位。
蓬蒂维位于莫尔比昂省中北部，布拉韦河畔，是布列塔尼半岛内部唯一的副省会城市，也是这一地区的工商业中心，其城市形成于中世纪中后期，南特－布雷斯特运河由此通过，19世纪初拿破仑一世曾在此兴建军事设施，并将其规划为布列塔尼地区的中心城市，后因帝国衰落而未能实现。

## 地名来源

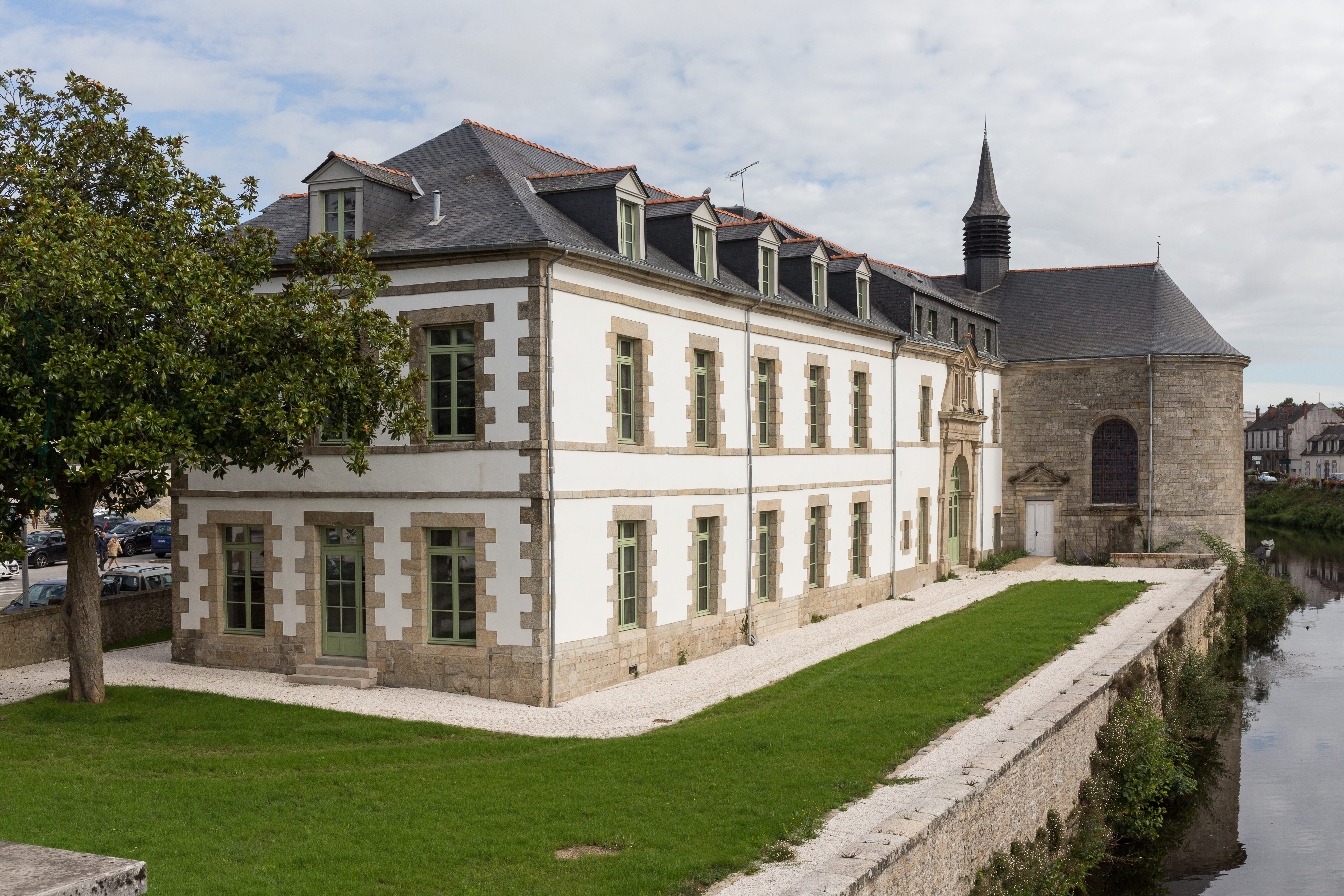
拿破仑时期修建的医院

“蓬蒂维”一名来源于布列塔尼语，其中意为“桥梁”，与法语同根；则是当地的一个宗教历史人物，其生平不详。

## 历史
蓬蒂维地区曾出土少量新石器时期的文物。中世纪时，蓬蒂维长期为一处普通村落。14世纪后，蓬蒂维逐渐形成城镇，当地出现了纺织作坊。16世纪，蓬蒂维为罗昂家族的一处领地，后者在此建有大型宅邸。17世纪时，蓬蒂维成为布列塔尼印花税暴乱的重要活跃中心。法国大革命后，蓬蒂维成为莫尔比昂省的一个市镇。18世纪初，拿破仑一世看中了蓬蒂维在布列塔尼地区相对隐蔽的位置，在此地大兴土木，并将蓬蒂维命名为“拿破仑城”（Napoléonville），计划将其建为布列塔尼的行政中心，但随着其帝国的衰败而未能实施。1839年，蓬蒂维成为莫尔比昂省的一个副省会。19世纪中后期，蓬蒂维成为布列塔尼半岛内部的一个铁路枢纽，当地人口数量有所上升。第一次世界大战期间，法国第二猎兵队在此建立，战后，蓬蒂维建立了殉难者陵园及纪念碑。二战后，连接蓬蒂维的铁路逐渐废弃，而与之平行的公路则进行了扩建。

## 地理

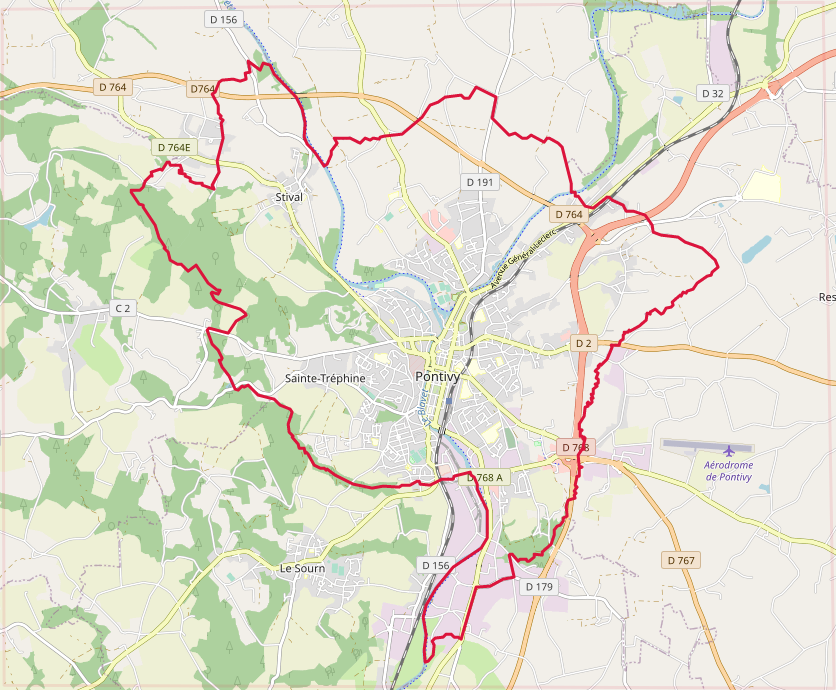
蓬蒂维市镇范围地图

蓬蒂维位于法国西北部，布列塔尼大区中部和莫尔比昂省北部，距离省会瓦讷大约53公里。与蓬蒂维接壤的市镇包括：努瓦亚勒蓬蒂维、圣蒂里奥、勒苏恩、马尔盖纳克、克莱盖雷克、讷利亚克。

### 地形
蓬蒂维位于阿摩里卡丘陵腹地，境内以丘陵为主，市中心地势平坦，全境海拔在48到192米之间。

### 水文
布拉韦河流经境内，该河是布列塔尼半岛上的一条重要河流，蓬蒂维附近河段可通过小型船只；人工开凿的南特－布雷斯特运河则从市区北部经过。

### 植被
蓬蒂维属于温带落叶林区，市中心的朗格利耶广场（Square Lenglier）和玫瑰园（La Roseraie）是当地主要的城市绿地，市区四周则有林地分布，当地民间常组织狩猎活动。

### 气候
蓬蒂维在柯本气候分类法中属于温带海洋性气候。
距离蓬蒂维最近气象站位于卢代阿克境内，以下为该气象站的数据（其中日照数据取自洛里昂）：
| 卢代阿克1981年－2019年 | 卢代阿克1981年－2019年 | 卢代阿克1981年－2019年 | 卢代阿克1981年－2019年 | 卢代阿克1981年－2019年 | 卢代阿克1981年－2019年 | 卢代阿克1981年－2019年 | 卢代阿克1981年－2019年 | 卢代阿克1981年－2019年 | 卢代阿克1981年－2019年 | 卢代阿克1981年－2019年 | 卢代阿克1981年－2019年 | 卢代阿克1981年－2019年 | 卢代阿克1981年－2019年 |
| 月份                   | 1月                    | 2月                    | 3月                    | 4月                    | 5月                    | 6月                    | 7月                    | 8月                    | 9月                    | 10月                   | 11月                   | 12月                   | 全年                   |
| ---------------------- | ---------------------- | ---------------------- | ---------------------- | ---------------------- | ---------------------- | ---------------------- | ---------------------- | ---------------------- | ---------------------- | ---------------------- | ---------------------- | ---------------------- | ---------------------- |
| 历史最高温 °C（°F）    | 16.6 (61.9)            | 18.5 (65.3)            | 23.9 (75.0)            | 27 (81)                | 30.7 (87.3)            | 34.2 (93.6)            | 35.5 (95.9)            | 37.9 (100.2)           | 31.3 (88.3)            | 28.7 (83.7)            | 19.9 (67.8)            | 16.5 (61.7)            | 37.9 (100.2)           |
| 平均高温 °C（°F）      | 8.6 (47.5)             | 9.6 (49.3)             | 12.2 (54.0)            | 14.2 (57.6)            | 17.9 (64.2)            | 20.7 (69.3)            | 22.7 (72.9)            | 23 (73)                | 20.2 (68.4)            | 16.1 (61.0)            | 11.5 (52.7)            | 8.6 (47.5)             | 15.4 (59.7)            |
| 日均气温 °C（°F）      | 5.6 (42.1)             | 6.2 (43.2)             | 8.2 (46.8)             | 9.7 (49.5)             | 13.3 (55.9)            | 15.8 (60.4)            | 17.7 (63.9)            | 17.8 (64.0)            | 15.4 (59.7)            | 12.3 (54.1)            | 8.3 (46.9)             | 5.8 (42.4)             | 11.3 (52.3)            |
| 平均低温 °C（°F）      | 2.7 (36.9)             | 2.8 (37.0)             | 4.1 (39.4)             | 5.2 (41.4)             | 8.6 (47.5)             | 10.9 (51.6)            | 12.8 (55.0)            | 12.7 (54.9)            | 10.5 (50.9)            | 8.5 (47.3)             | 5.1 (41.2)             | 2.9 (37.2)             | 7.2 (45.0)             |
| 历史最低温 °C（°F）    | −11 (12)               | −10.4 (13.3)           | −7.4 (18.7)            | −3 (27)                | −0.9 (30.4)            | 2.1 (35.8)             | 5.2 (41.4)             | 4.8 (40.6)             | 2.2 (36.0)             | −4 (25)                | −5.2 (22.6)            | −8 (18)                | −11 (12)               |
| 平均降水量 mm（）      | 104.8 (4.13)           | 82.3 (3.24)            | 64.2 (2.53)            | 68.7 (2.70)            | 64.6 (2.54)            | 53.7 (2.11)            | 51.8 (2.04)            | 47.6 (1.87)            | 65.9 (2.59)            | 100.7 (3.96)           | 96 (3.8)               | 101 (4.0)              | 901.3 (35.48)          |
| 月均日照時數           | 70.1                   | 95.1                   | 137.6                  | 182.5                  | 204.9                  | 230.1                  | 223                    | 215.9                  | 192.6                  | 115.8                  | 84.9                   | 74.8                   | 1,827.3                |
| 来源：Infoclimat.fr    |                        |                        |                        |                        |                        |                        |                        |                        |                        |                        |                        |                        |                        |

## 行政区划
蓬蒂维是法国布列塔尼大区莫尔比昂省的一个市镇，编号为56178，它也是莫尔比昂省的一个副省会。蓬蒂维下辖蓬蒂维区，管理蓬蒂维第一县、第二县和第三县，同时也是蓬蒂维市镇公共社区的办公驻地。
法国国家统计与经济研究所（简称）在进行数据统计时，将蓬蒂维及相邻拉苏尔恩设为蓬蒂维城市核心区，并将包括核心区在内的周边共7个市镇划为蓬蒂维城市区。同时，还将蓬蒂维市镇分为了5个“块区”（IRIS），以便于统计人口分布情况。

## 交通

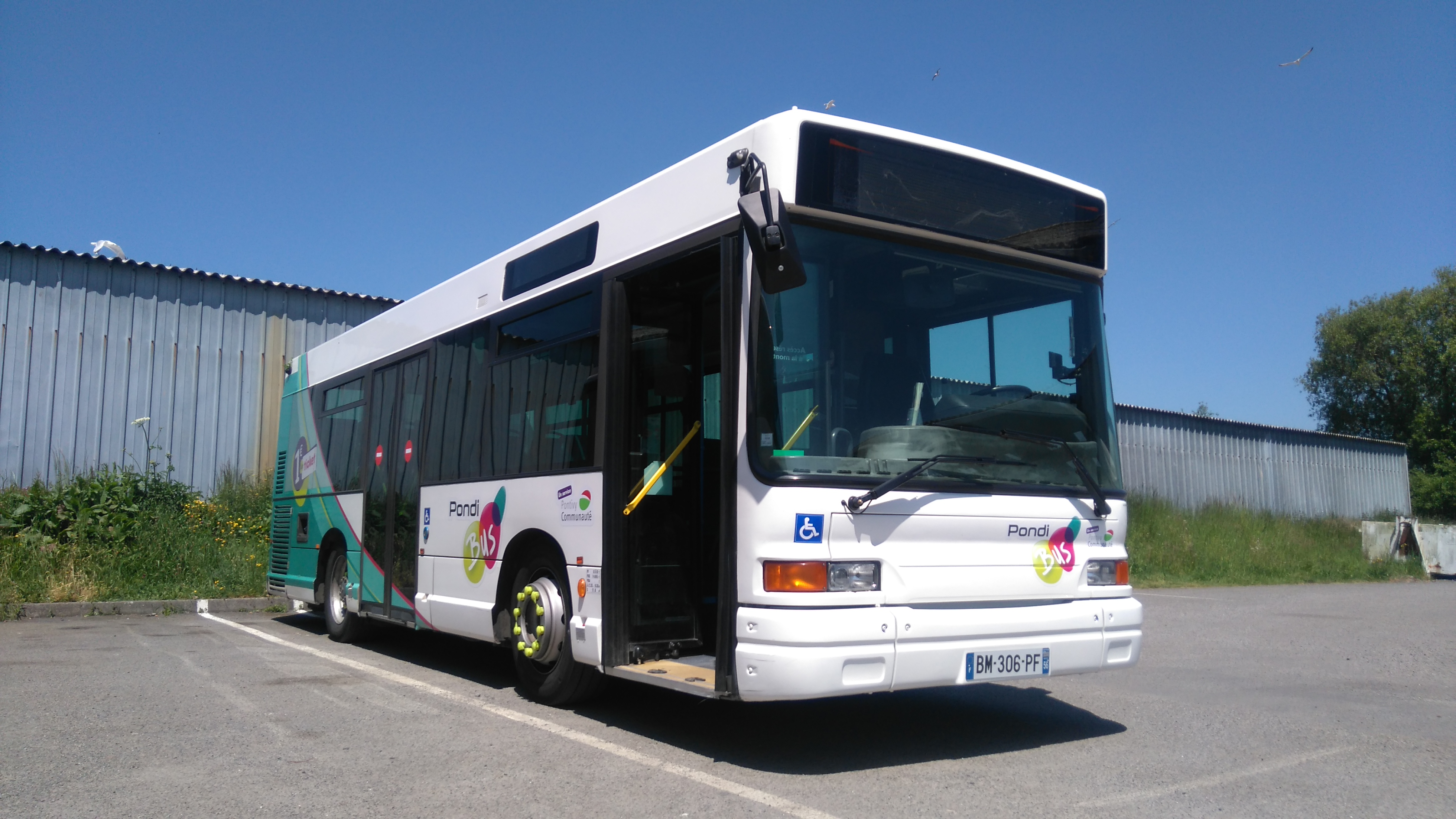
一辆蓬蒂维公交

### 公路
多条莫尔比昂省省道在蓬蒂维境内交汇，其中连接卢代阿克方向的公路为双向四车道。布列塔尼大区下属的城际客运提供途径蓬蒂维的巴士线路，可前往雷恩、洛里昂、瓦讷、圣布里厄等地。
2017年，72%的蓬蒂维家庭拥有至少一辆的私人汽车。2018年，蓬蒂维境内共发生各类交通事故4起，造成10人受伤。

### 铁路
蓬蒂维位于欧赖－蓬蒂维铁路和圣布里厄－蓬蒂维铁路的交汇处，两条铁路均已停止运行，距离蓬蒂维最近的客运铁路车站为瓦讷站。

### 航空
距离蓬蒂维最近的民用航空站为洛里昂机场，距离蓬蒂维市中心的公路里程约64公里。

### 城市公共交通
蓬蒂维城市公共交通（商业名称为）是当地的城市公共交通系统。截至2020年12月，该系统共包括6条公交线路，路网覆盖了蓬蒂维市区内的主要街道和居民区。

## 政治

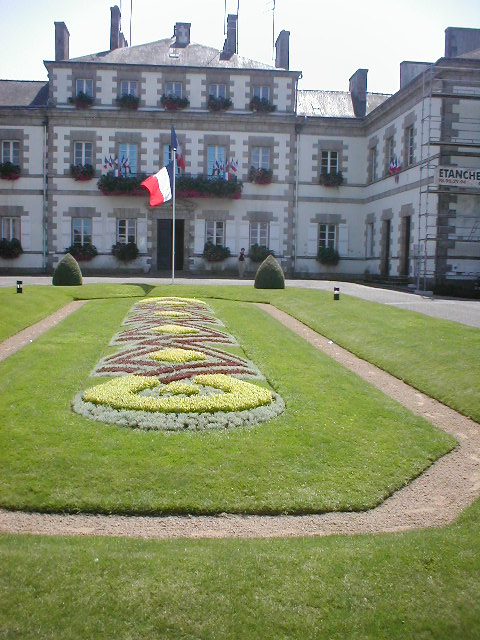
蓬蒂维市政厅

蓬蒂维的现任市长为克里斯蒂娜·勒斯特拉女士（Christine Le Strat），她是民主运动的一名成员，在2020年的市政选举中获得了56.59%的支持率。
在2017年的法国总统大选中，法国第25任总统埃马纽埃尔·马克龙在蓬蒂维获得了77%的支持率。
| 蓬蒂维历届市长 |                     |                                  |
| 任期           | 市长                | 党派                             |
| 1944年－1945年 | 埃德蒙·古塞         | 不详                             |
| 1945年－1947年 | 于贝尔·热古雷尔     | 不详                             |
| 1947年－1971年 | 马塞尔·朗贝尔       | RI独立激进党                     |
| 1971年－1983年 | 米歇尔·马松         | PS社会党                         |
| 1983年－1995年 | 约瑟夫·勒屈耶       | UDF法国民主联盟 →CDS社会民主中心 |
| 1995年－2012年 | 让-皮埃尔·勒罗克    | PS社会党                         |
| 2012年－2014年 | 亨利·勒多尔兹       | PS社会党                         |
| 2014年－       | 克里斯蒂娜·勒斯特拉 | MoDem民主运动                    |

## 人口
2017年，蓬蒂维市镇人口数量为14,606，在法国排名第659位。其中男性6,917人，女性7,689人，75岁及以上人口占10.4%，外籍人口数量为4,021人，人口密度为588人/平方公里，当地居民被称为（男性）或（女性）。2018年，蓬蒂维境内出生143人，死亡人口191人。
| 年份   | 1936  | 1946   | 1954   | 1962   | 1968   | 1975   | 1982   | 1990   | 1999   | 2006   | 2011   | 2016   | 2017   |
| ------ | ----- | ------ | ------ | ------ | ------ | ------ | ------ | ------ | ------ | ------ | ------ | ------ | ------ |
| 人口數 | 9,300 | 10,878 | 10,516 | 10,410 | 11,412 | 12,578 | 12,675 | 13,140 | 13,508 | 13,518 | 14,011 | 14,491 | 14,606 |

## 经济
蓬蒂维是一个区域性的中心城市，当地共有各类用人单位1,761家，其中98.03%为中小型企业（PME），平均历史为16年，行政、医疗及社会服务是当地的主要就业岗位类型。

## 财政收入
2018年，蓬蒂维的财政收入总额为15,711,000欧元，财政支出总额为13,731,000欧元，当年的债务总额为11,913,700欧元。
2015年，蓬蒂维的人均收入总额为2,470欧元，其中高职人员为4,152欧元，普通职员为1,821欧元。
2017年，蓬蒂维境内的青壮年（15至64岁）失业率为17.8%，当地39.9%的家庭拥有纳税资格。

## 社会事务

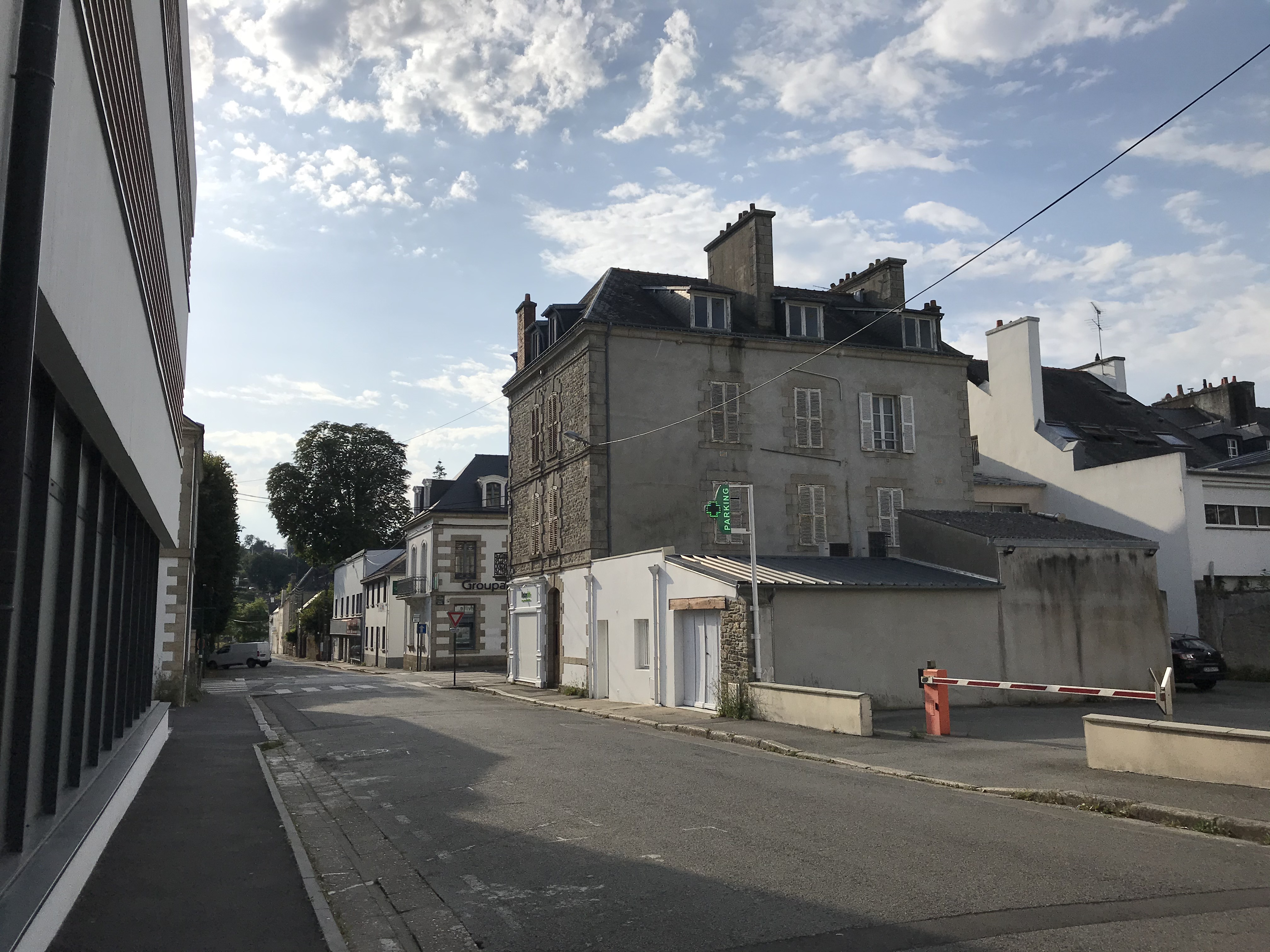
朱利安街

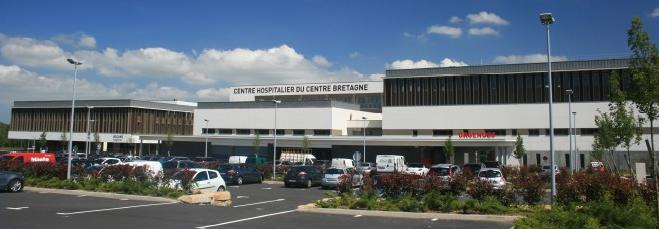
蓬蒂维中心医院

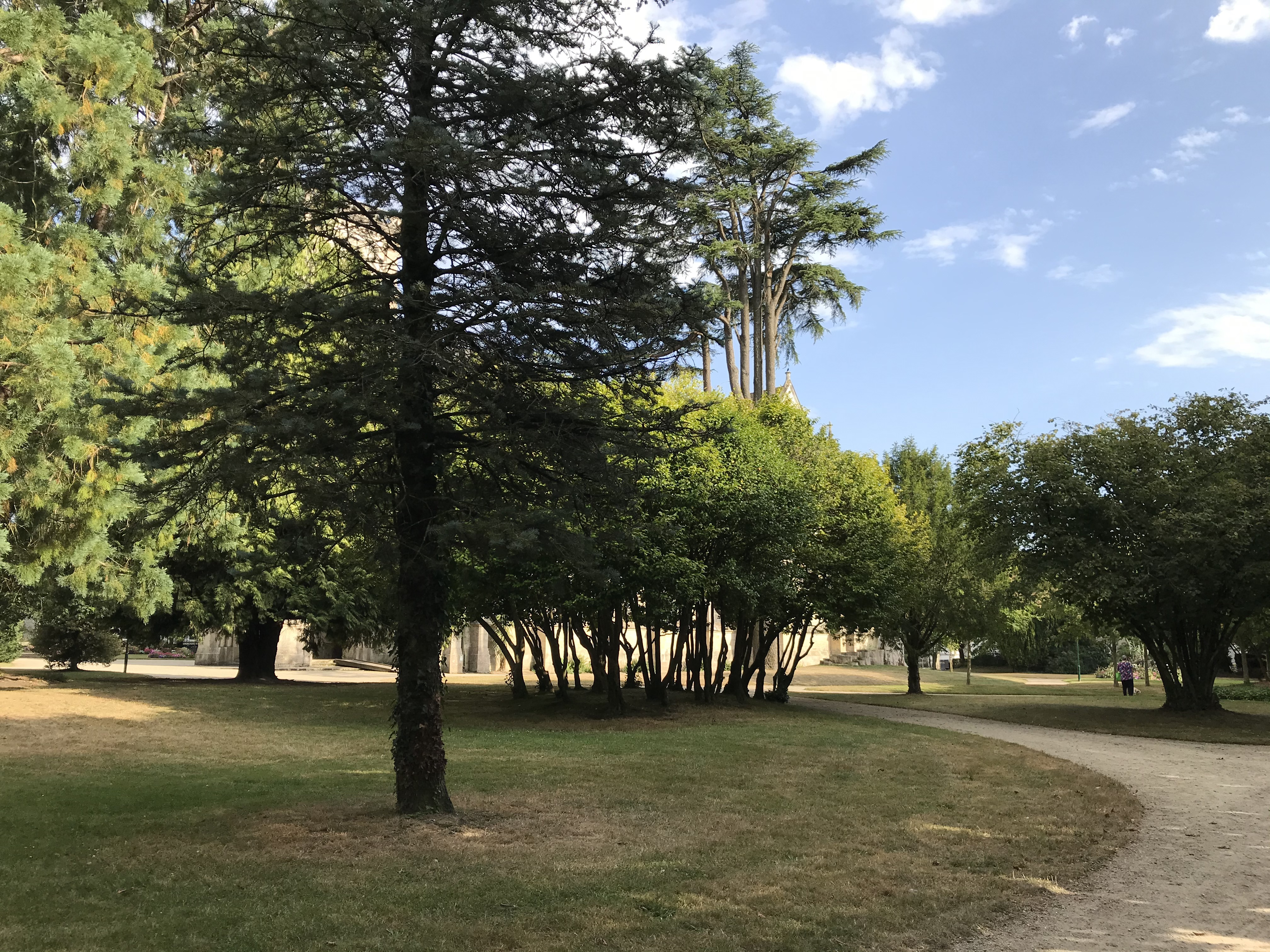
朗格利耶广场内的绿地

### 教育
蓬蒂维属于雷恩学区。截止2019年1月1日，蓬蒂维境内共有9所小学、3所初级中学、2所普通高中、2所农业高中和2所职业高中。2018至2019学年度，蓬蒂维境内共有在校中等教育阶段学生4,354名。
在高等教育方面，南布列塔尼大学在蓬蒂维设有一所大学技术学院（IUT），开设1个高职专业和2个职业本科专业。

### 医疗
截止2019年1月1日，蓬蒂维境内共有全科医生10名、保健师14名、牙医17名、护士15名、皮肤科医生1名、助产士4名和儿科医生1名。境内共有药房8家、养老院4家、残疾人帮扶中心5家。
蓬蒂维中心医院，全名为布列塔尼中部中心医院，是法国的一个区域性医疗机构，其主病区“凯里奥病区”（CHCB - Site de Kerio）位于蓬蒂维市区，设有床位384个，是当地规模最大的公立综合性医院。

### 住房
2017年，蓬蒂维境内共有各类住房8,114套，其中56.1%为独立式居民区，43.4%为集中式居民区。常住房屋占蓬蒂维市镇范围内居民建筑总量的90.1%。

### 商业
2018年，蓬蒂维境内共有各类实体商铺405家，其中餐厅43家、大型超市8家、杂货店3家、面包房18家、肉铺2家、书店4家、装饰品店5家、银行门店13家、美容美发店29家、汽车维修店22家。市区南部建有大型开放式商业街区。

### 体育
2019年，蓬蒂维境内共有2家游泳池、4间体育馆、2座综合体育场、7处网球场、6处足球或橄榄球场以及3处篮球或排球场。
蓬蒂维有两支主要的足球队：蓬蒂维圣伊维足球俱乐部和蓬蒂维前进会（Stade Pontivyen），2020至2021赛季同时参加法國全國丙組聯賽（法戊），其中蓬蒂维圣伊维足球俱乐部的主场为凡尔登城郊区市政球场（Stade Municipal du Faubourg de Verdun），该球场可同时容纳超过六千名观众，是当地的主要体育设施。

### 环境
蓬蒂维的环境事务由其所属的公共社区负责。2018年，蓬蒂维境内暂无污染企业。

### 治安
2018年，蓬蒂维市镇范围内共有1处派出所和1处宪兵队。
2014年，蓬蒂维及附近地区共发生各类案件2,720起，其中盗窃类案件1,794起，经济类案件326起，毒品交易类案件101起。

## 文化
2019年，蓬蒂维境内共有1家电影院和1家音乐厅。蓬蒂维市政府提供多媒体中心，向公众全年开放。

### 建筑
蓬蒂维境内有多处法国国家文物保护单位，其中蓬蒂维城堡、蓬蒂维圣母大教堂等为当地的代表性建筑物。

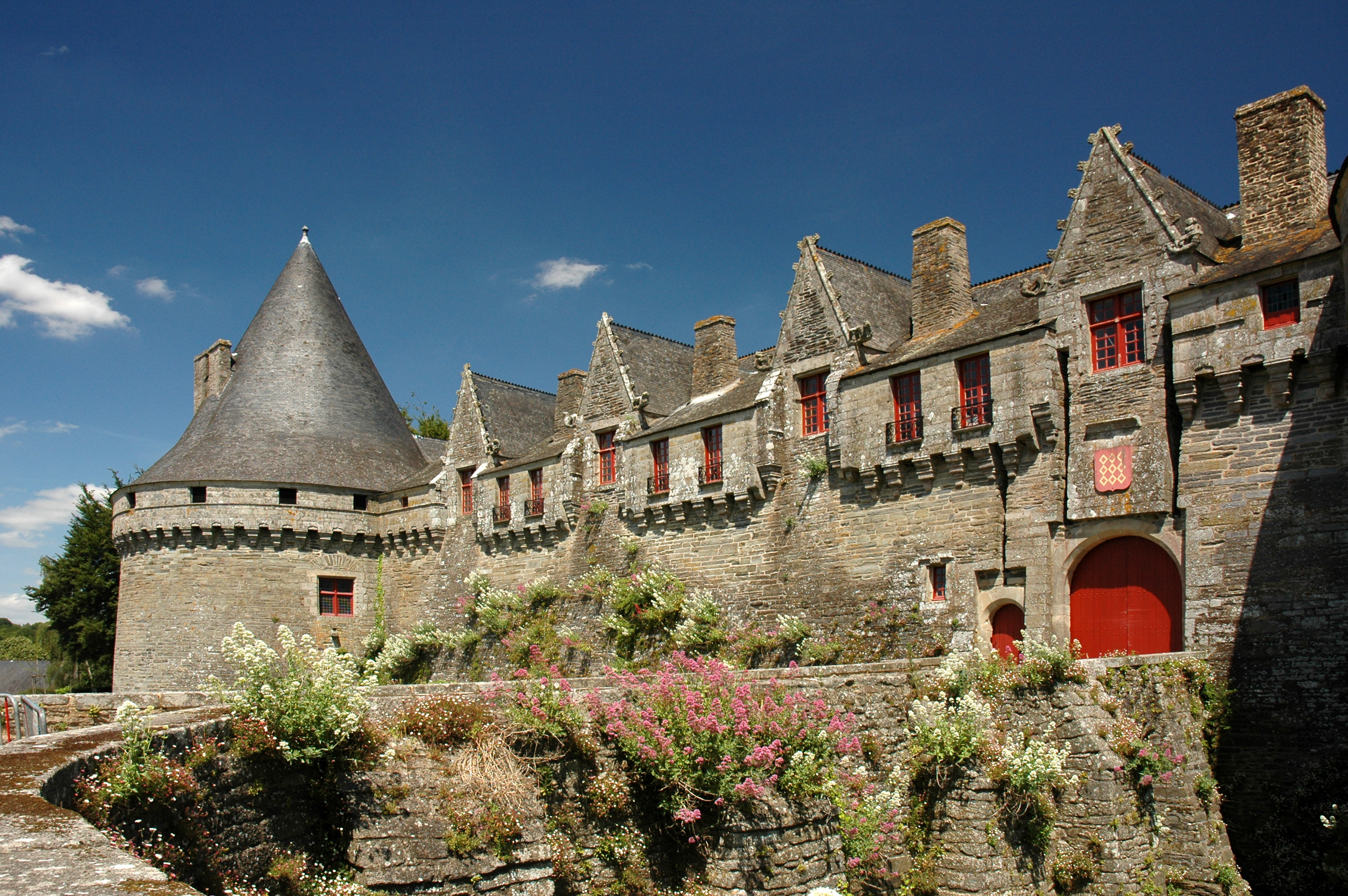
蓬蒂维城堡（法语：Château de Pontivy）
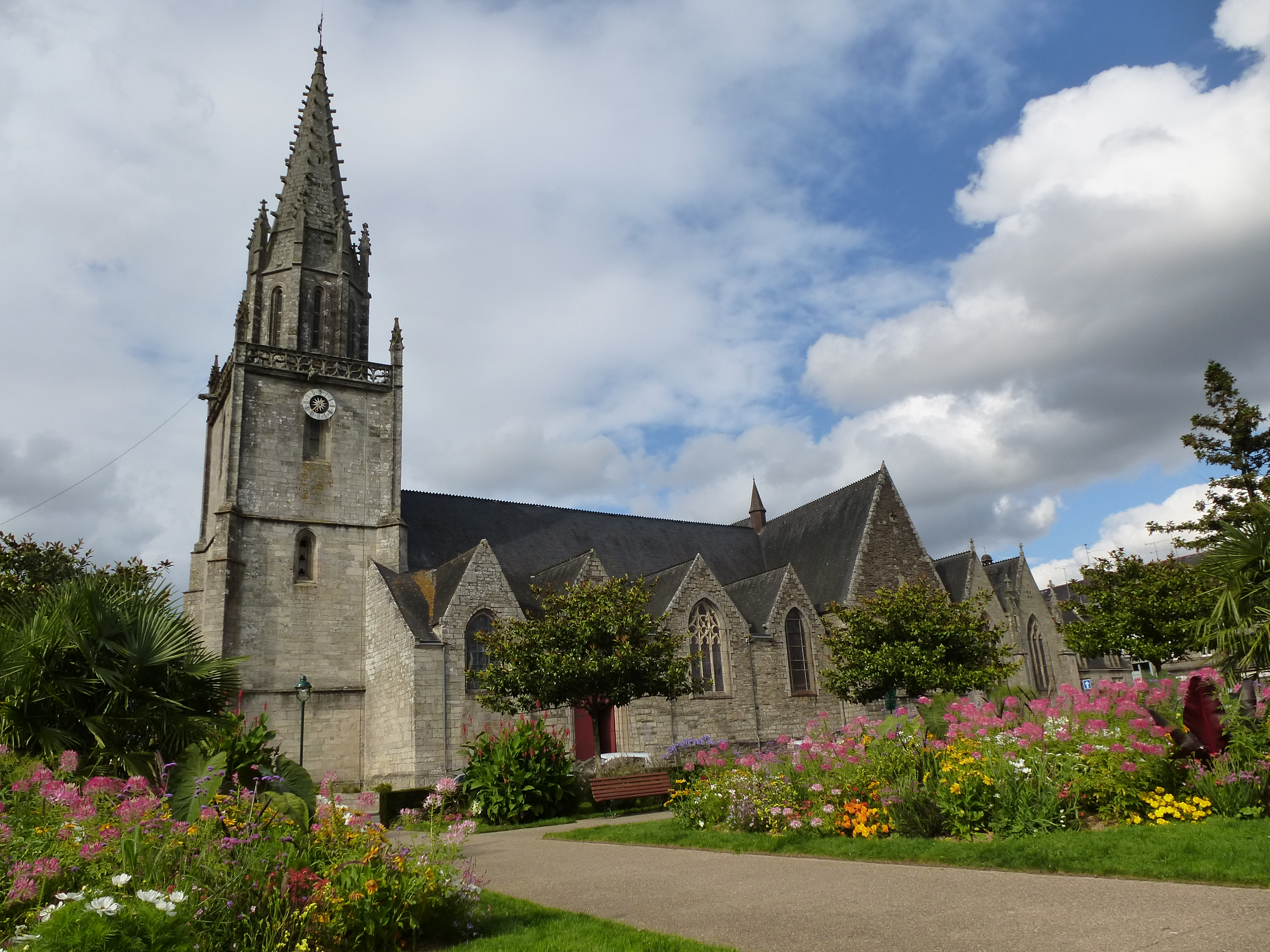
蓬蒂维圣母大教堂（法语：Basilique Notre-Dame-de-la-Joie de Pontivy）
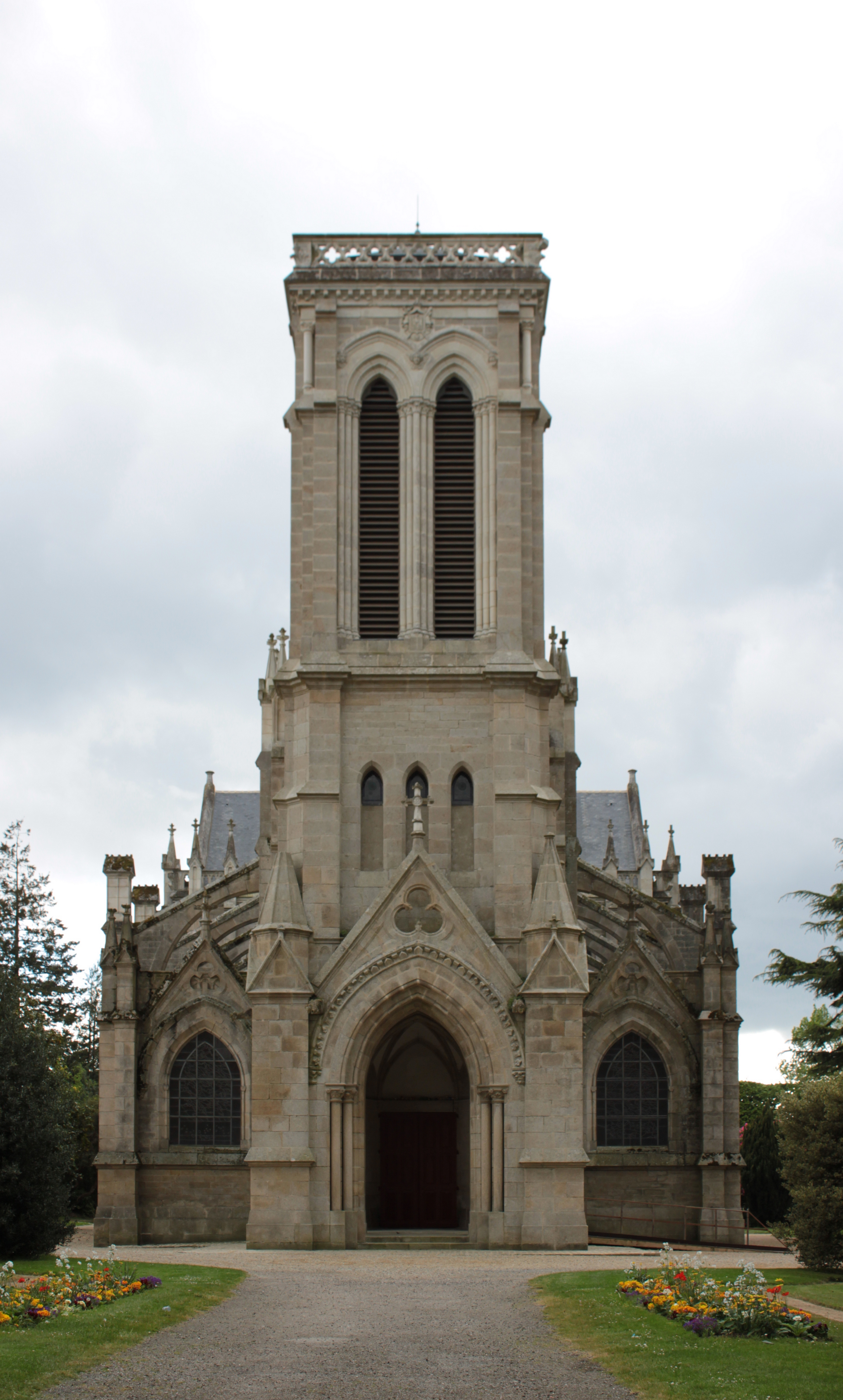
圣约瑟夫教堂（法语：Église Saint-Joseph de Pontivy）
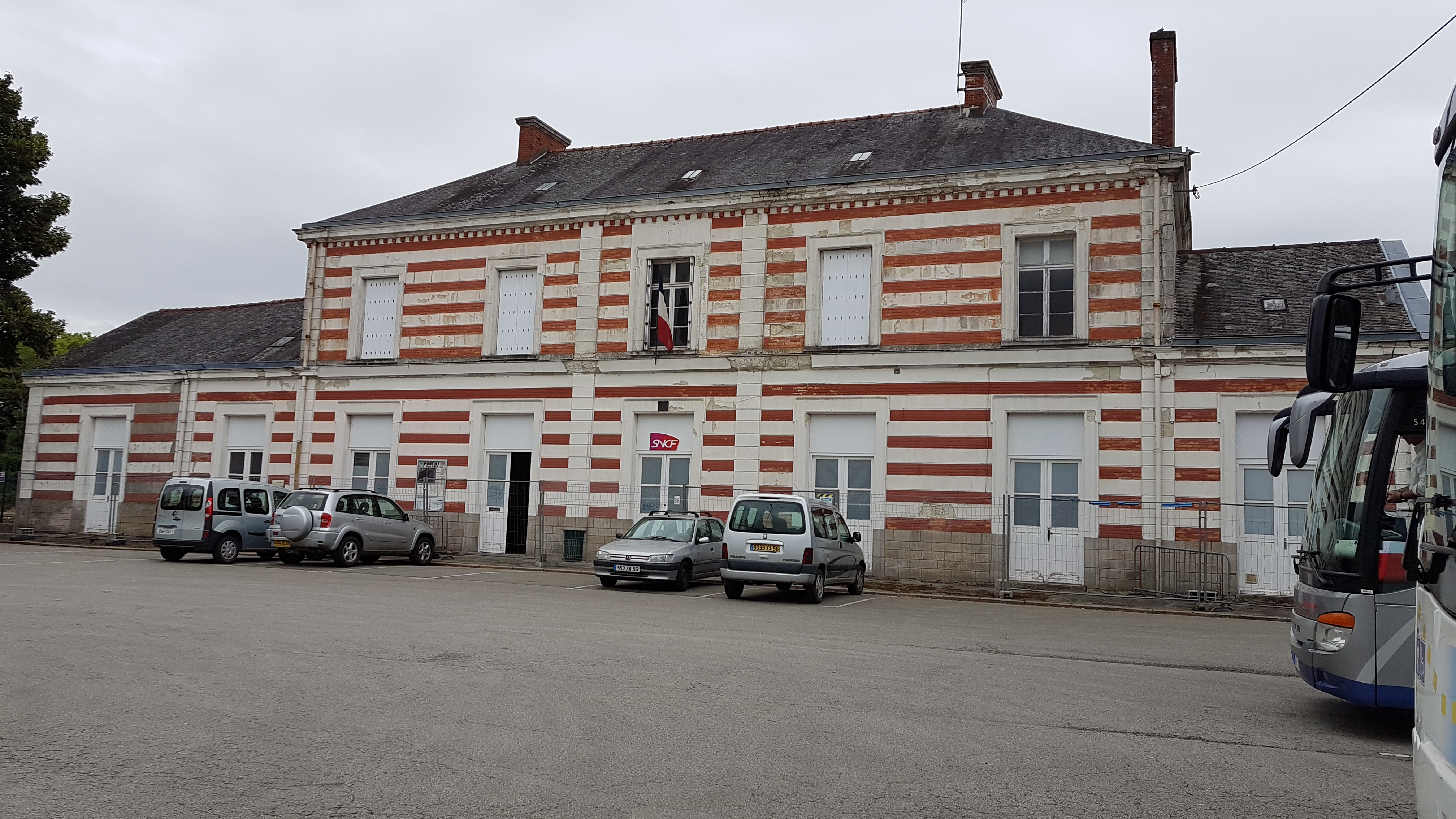
蓬蒂维火车站旧址
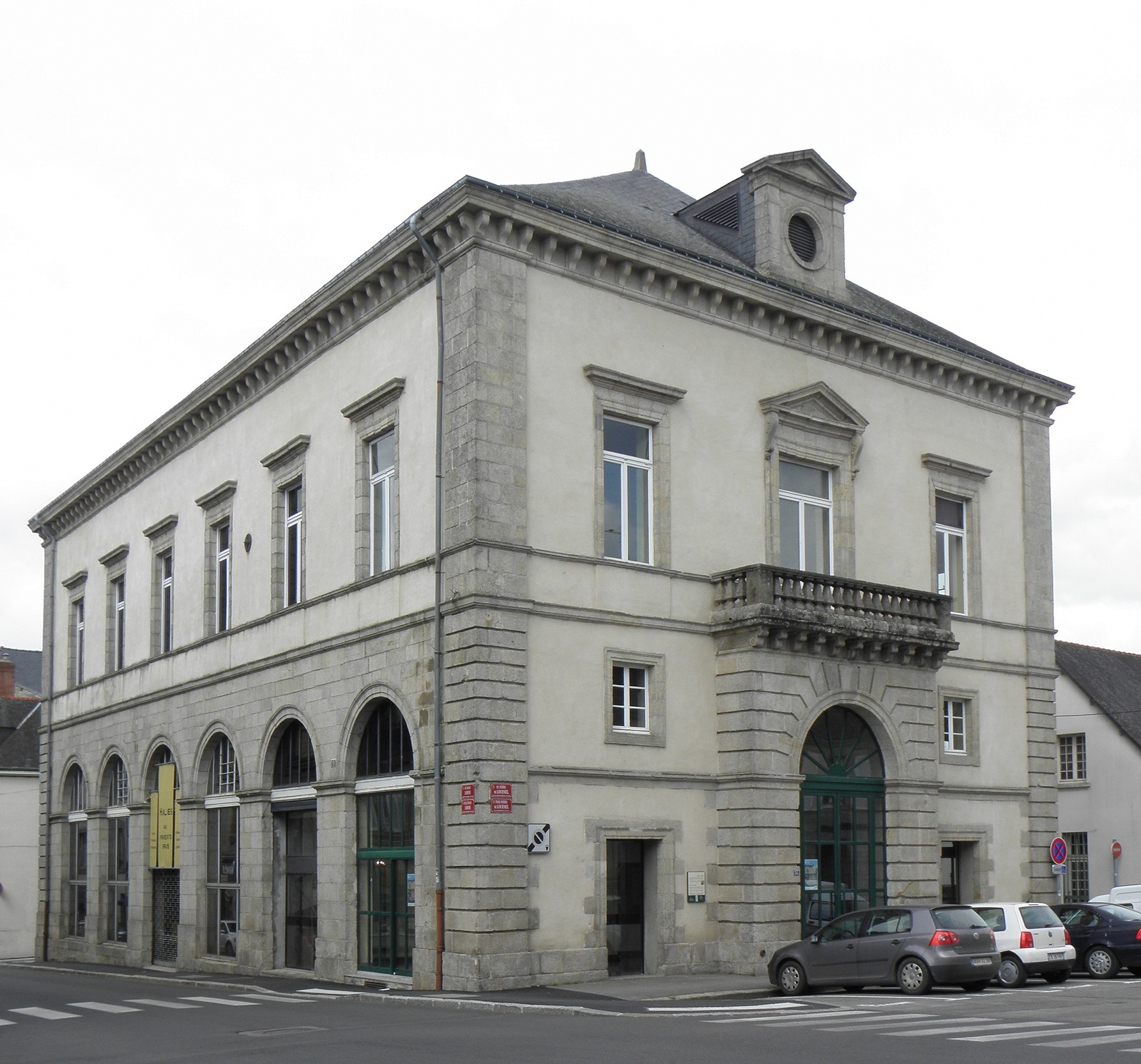
蓬蒂维剧场

### 旅游
蓬蒂维的旅游事务由其所属的公共社区负责。2020年，蓬蒂维境内共有6家宾馆共计179间房间；另有1个露营地，可容纳共32辆露营车。

### 媒体
法国主要的媒体均可在蓬蒂维接收，法国电视三台下属的布列塔尼大区频道在部分时段播出蓬蒂维所属区域的地方新闻。

### 音乐
蓬蒂维因Kerlenn Pondi音乐会而闻名，后者是布列塔尼地区的重要地方非物质文化遗产。

## 相关人物
法国医学家勒内·勒菲尔、自行车运动员费尔南·皮科、作曲家吕多维克·布尔斯和國際自行車聯盟主席达维·拉帕尔蒂安出生于蓬蒂维。

## 友好城市
截至2020年11月，蓬蒂维共与五座城市互为友好城市关系：
- 英格兰 塔維斯托克
- 美国 拿破仑维尔
- 德国 韦瑟灵
- 烏埃萊塞布古
- 法國 永河畔拉罗什